# Samsø (dokumentarfilm fra 1962)
|  | Denne artikel er oprettet af botten Steenthbot ud fra en ekstern database. Den kan derfor have sproglige fejl eller mangler. Denne skabelon kan fjernes efter kontrol af indholdet. |

 For alternative betydninger, se Samsø (flertydig). (Se også artikler, som begynder med Samsø)
Samsø er en dansk dokumentarisk optagelse fra 1962.

## Handling
Kalundborg-Århus-overfarten